# Seven de Sudáfrica
El Seven de Sudáfrica es un torneo masculino de selecciones de rugby 7 que se realiza en Sudáfrica. Se disputa desde el año 1999 como parte de la Serie Mundial Masculina de Rugby 7.
Las sedes anteriores del Seven de Sudáfrica fueron Stellenbosch en la edición inaugural, Durban en 2000 y 2001, y George desde 2002 hasta 2010. Desde 2011 hasta 2014, jugó en el Estadio Nelson Mandela Bay de Puerto Elizabeth. En 2015 se trasladó al Estadio de Ciudad del Cabo.

## Palmarés
| Año                 | Campeón       | Marcador final | Subcampeón     |
| ------------------- | ------------- | -------------- | -------------- |
| Stellenbosch 1999   | Fiyi          | 12-10          | Nueva Zelanda  |
| Durban 2000         | Nueva Zelanda | 34-5           | Fiyi           |
| Durban 2001         | Nueva Zelanda | 19-17          | Samoa          |
| George 2002         | Fiyi          | 24-14          | Nueva Zelanda  |
| George 2003         | Inglaterra    | 38-14          | Nueva Zelanda  |
| George 2004         | Nueva Zelanda | 33-19          | Fiyi           |
| George 2005         | Fiyi          | 21-19          | Argentina      |
| George 2006         | Nueva Zelanda | 24-17          | Sudáfrica      |
| George 2007         | Nueva Zelanda | 34-7           | Fiyi           |
| George 2008         | Sudáfrica     | 12-7           | Nueva Zelanda  |
| George 2009         | Nueva Zelanda | 21-12          | Fiyi           |
| George 2010         | Nueva Zelanda | 22-19          | Inglaterra     |
| Port Elizabeth 2011 | Nueva Zelanda | 31-26          | Sudáfrica      |
| Port Elizabeth 2012 | Nueva Zelanda | 47-12          | Francia        |
| Port Elizabeth 2013 | Sudáfrica     | 17-14          | Nueva Zelanda  |
| Port Elizabeth 2014 | Sudáfrica     | 26-17          | Nueva Zelanda  |
| Cape Town 2015      | Sudáfrica     | 29-14          | Argentina      |
| Cape Town 2016      | Inglaterra    | 19-17          | Sudáfrica      |
| Cape Town 2017      | Nueva Zelanda | 38-14          | Argentina      |
| Cape Town 2018      | Fiyi          | 29-15          | Estados Unidos |
| Cape Town 2019      | Nueva Zelanda | 7-5            | Sudáfrica      |
| Cape Town 2022      | Samoa         | 12-7           | Nueva Zelanda  |
| Cape Town 2023      | Argentina     | 45-12          | Australia      |
| Cape Town 2024      | Sudáfrica     | 26-14          | Francia        |

## Posiciones
- Número de veces que las selecciones ocuparon cada posición en todas las ediciones.

| Equipo         | Campeón | 2º puesto |
| -------------- | ------- | --------- |
| Nueva Zelanda  | 11      | 7         |
| Sudáfrica      | 5       | 4         |
| Fiyi           | 4       | 4         |
| Inglaterra     | 2       | 1         |
| Argentina      | 1       | 3         |
| Samoa          | 1       | 1         |
| Francia        |         | 2         |
| Estados Unidos |         | 1         |
| Australia      |         | 1         |